# Blenina maculata
Blenina maculata är en fjärilsart som beskrevs av Emilio Berio 1964. Blenina maculata ingår i släktet Blenina och familjen trågspinnare. Inga underarter finns listade i Catalogue of Life.